# Franz E. Kneissl
Franz Eberhard Kneissl (* 9. Februar 1945 in Judenburg; † 29. September 2011 in Krumpendorf am Wörthersee) war ein österreichischer Architekt, Künstler und Schriftsteller.

## Leben
Franz E. Kneissl wuchs in Klagenfurt am Wörthersee auf und besuchte die HTL Villach. Er studierte von 1966 bis 1970 an der Akademie der bildenden Künste Wien Architektur in der Meisterklasse von Ernst Anton Plischke.
1973 gründete er mit Werner W. Appelt und Elsa Prochazka in Wien das Architekturbüro IGIRIEN, ab 1985 IGIRIEN Franz E. Kneissl.
Er beschäftigte sich in seinem bildnerischen Werk mit dem Phaenomen der Masse, der 'großen Zahl', und mit der Utopie der komplexen Einfachheit. Anlässlich der Ausstellung ‘Menschenteppiche' (Wien 2017) sagte Architekturtheoretiker und Kneissls oftmaliger Ko-Autor Gottfried Pirhofer: 'Wenn wir Texte fabrizierten und ich mit abstrakten Gedanken spielte, legte Kneissl Bilder auf. Sie schärften und korrigierten manches.' Er zitierte Kneissl folgendermaßen: 'Uns interessiert die Collage als Zeichen der Zusammensetzung unterschiedlicher Standardvorstellungen und nicht als Stil. Utopisch weitergedacht, würden die Bruchlinien immer mehr verblassen und zu einem Gesamtbild führen.'
Von 2008 bis 2011 lebte und arbeitete er in Krumpendorf am Wörthersee.

## Auszeichnungen
- 1972/1973 mit Elsa Prochazka Josef-Frank-Preis der Gesellschaft für Architektur (Stipendium)
- 1997 Preis der Stadt Wien für Architektur

## Realisierungen
- 1976–1981 Mehrzweckhallen in Wien für die Erzdiözese Wien: Pfarrkirche St. Christoph am Rennbahnweg, Seelsorgestation St. Michael, Pfarrkirche St. Claret-Ziegelhof
- 1981/1982 Umbau Stadtkino am Schwarzenbergplatz
- 1992–1995 Umbau Literarisches Quartier Wien

## Ausstellungen
- 12. Oktober 2017: Franz E. Kneissl: Der Praterstern ist kein Himmelskörper. Lesung und Ausstellung, Österreichische Gesellschaft für Architektur in der Baustelle im ehemaligen Etablissement Gschwandner

## Publikationen
- Eine Ratte namens Apfel. Architektur-Roman, Sonderzahl Verlag, Wien 2001, ISBN 978-3-85449-187-3.
- Taxi zum Parkplatz. Farben Spiele. Farben Körper. Sonderzahl Verlag, Wien 2006, ISBN 978-3-85449-248-1.
- Der Praterstern ist kein Himmelskörper. Gesammelte Texte. Herausgegeben von Martina Pfeifer Steiner mit Beiträgen von Otto Kapfinger und Gottfried Pirhofer, Sonderzahl Verlag, Wien 2017, ISBN 978-3-85449-487-4.